# باولینه بورنازیان
باولینه آرامی بورنازیان (ارمنی: Պավլինե Արամի Բուռնազյան؛ زادهٔ ۱۵ مهٔ ۱۹۱۵ - درگذشته ۱۹ مارس ۱۹۹۵) هنرمند رقص باله، رقصنده باله، استاد رقص و طراحی رقص اهل ارمنستان بود. وی بین سال‌های - تا - میلادی فعالیت می‌کرد.

## زندگی‌نامه
وی در ۱۵ مهٔ ۱۹۱۵ در وان به دنیا آمد . وی در تالار آکادمی ملی اپرا و باله آلکساندر اسپنداریان، کالج دولتی هنر رقص ایروان فعالیت می‌کرد. وی برنده جوایزی همچون هنرمند شایسته ارمنستان شوروی (۱۹۴۶) است. وی در ۱۹ مارس ۱۹۹۵ در سن ۷۹ سالگی در ایروان درگذشت.